# Liste der Staatspräsidenten Indiens
Dies ist eine Liste der Staatspräsidenten von Indien. Sie sind zugleich Oberbefehlshaber der indischen Streitkräfte.
| Staatspräsidenten der Republik Indien | Staatspräsidenten der Republik Indien | Staatspräsidenten der Republik Indien                                                           | Staatspräsidenten der Republik Indien | Staatspräsidenten der Republik Indien | Staatspräsidenten der Republik Indien | Staatspräsidenten der Republik Indien | Staatspräsidenten der Republik Indien |
| #                                     | Bild                                  | Name                                                                                            | Datum der Wahl                        | Amtsantritt                           | Amtsaustritt                          | Partei                                | Partei                                |
| ------------------------------------- | ------------------------------------- | ----------------------------------------------------------------------------------------------- | ------------------------------------- | ------------------------------------- | ------------------------------------- | ------------------------------------- | ------------------------------------- |
| 1                                     | Rajendra Prasad                       | Rajendra Prasad (1884–1963)                                                                     | 2. Mai 1952 und 6. Mai 1957           | 26. Januar 1950 *                     | 13. Mai 1962                          |                                       | INC                                   |
| 2                                     | S. Radhakrishnan                      | S. Radhakrishnan (1888–1975)                                                                    | 7. Mai 1962                           | 13. Mai 1962                          | 13. Mai 1967                          |                                       | parteilos                             |
| 3                                     |                                       | Zakir Hussain (1897–1969)                                                                       | 6. Mai 1967                           | 13. Mai 1967                          | 3. Mai 1969 (im Amt verstorben)       |                                       | parteilos                             |
| −                                     |                                       | V. V. Giri (1894–1980) (interim, zuvor Vizepräsident)                                           |                                       | 3. Mai 1969                           | 20. Juli 1969 (Rücktritt vom Amt)     |                                       | INC                                   |
| −                                     |                                       | Muhammad Hidayatullah (1905–1992) (kommissarisch; als Chief Justice des Supreme Court of India) |                                       | 20. Juli 1969                         | 24. August 1969                       |                                       | parteilos                             |
| 4                                     |                                       | V. V. Giri (1894–1980)                                                                          | 16. August 1969                       | 24. August 1969                       | 24. August 1974                       |                                       | INC                                   |
| 5                                     |                                       | Fakhruddin Ali Ahmed (1905–1977)                                                                | 17. August 1974                       | 24. August 1974                       | 11. Februar 1977 (im Amt verstorben)  |                                       | INC                                   |
| −                                     |                                       | B. D. Jatti (1912–2002) (interim, zuvor Vizepräsident)                                          |                                       | 12. Februar 1977                      | 25. Juli 1977                         |                                       | INC                                   |
| 6                                     | Neelam Sanjiva Reddy                  | Neelam Sanjiva Reddy (1913–1996)                                                                | 21. Juli 1977                         | 25. Juli 1977                         | 25. Juli 1982                         |                                       | JNP                                   |
| 7                                     |                                       | Giani Zail Singh (1916–1994)                                                                    | 12. Juli 1982                         | 25. Juli 1982                         | 25. Juli 1987                         |                                       | INC                                   |
| 8                                     | R. Venkataraman                       | R. Venkataraman (1910–2009)                                                                     | 13. Juli 1987                         | 25. Juli 1987                         | 25. Juli 1992                         |                                       | INC                                   |
| 9                                     | Shankar Dayal Sharma                  | Shankar Dayal Sharma (1918–1999)                                                                | 24. Juli 1992                         | 25. Juli 1992                         | 25. Juli 1997                         |                                       | INC                                   |
| 10                                    | K. R. Narayanan                       | K. R. Narayanan (1920–2005)                                                                     | 14. Juli 1997                         | 25. Juli 1997                         | 25. Juli 2002                         |                                       | parteilos                             |
| 11                                    |                                       | A. P. J. Abdul Kalam (1931–2015)                                                                | 15. Juli 2002                         | 25. Juli 2002                         | 25. Juli 2007                         |                                       | parteilos                             |
| 12                                    | Pratibha Patil                        | Pratibha Patil (* 1934)                                                                         | 19. Juli 2007                         | 25. Juli 2007                         | 25. Juli 2012                         |                                       | INC                                   |
| 13                                    | Pranab Mukherjee                      | Pranab Mukherjee (1935–2020)                                                                    | 19. Juli 2012                         | 25. Juli 2012                         | 25. Juli 2017                         |                                       | INC                                   |
| 14                                    | Ram Nath Kovind                       | Ram Nath Kovind (* 1945)                                                                        | 17. Juli 2017                         | 25. Juli 2017                         | 25. Juli 2022                         |                                       | BJP                                   |
| 15                                    | Draupadi Murmu                        | Draupadi Murmu (* 1958)                                                                         | 18. Juli 2022                         | 25. Juli 2022                         | amtierend                             |                                       | BJP                                   |